# Израелско психоаналитично общество
Израелското психоаналитично общество (Hachevra Hapsychoanalytit be Israel) е официалната психоаналитична организация в Израел, съставен член на Международната психоаналитична асоциация.

## Създаване
Създадено през ноември 1933 г. под името Психоаналитично общество на Палестина от Макс Айтингон, Илия Шалит, Моше Вулф, Анна Смелянски, Гершон и Герда Барах, Вики Бен-Тал, Рут Яфе и други. През 1934 се основава Палестински институт по психоанализа по модел на Берлинския също основан от Айтингон и поликлиника към него. Същата година в Палестина остава и Мартин Папенхайм лекар и асоцииран член на Виенското психоаналитично общество, който бяга от нацистите. Отделно се формират три психоаналитични групи в главните градове Тел Авив, Хайфа и Йерусалим. Айтингон става президент на обществото 1933 и е на този пост до смъртта си през 1943 година, а Шалит е негов секретар. След смъртта му на президентския пост застава Моше Вулф, друг руски евреин. През 1948 точно година след създаването на Израел Палестинското общество се преименува на Израелско психоаналитично общество (Hachevra Hapsychoanalytit be Israel). Официалния език на който се говори в първите години е немския и понякога се е налагало анализите да се водят на два различни езика. След като Вулф напуска поста през 1953 година за следващите 20 години на поста се сменят основателя на Израелските анали на психиатрията Хайнрих Виник и първия завършил студент от института Ерих Гумбел. В периода 1959-1964 година още един член на ВПО Маргит Херц-Хохенберг работи в Хайфа. През 50-те години Виник и Яфе застават начело на психиатрични клиники. Гумбел от своя страна създава тригодишна програма за психотерапия за неаналитици, която е активна към 2004 година. Сред живеещите в Израел е и виенския психоаналитик Берта Грюнспан, която живее в кибуца Ифат и е обучителен аналитик към обществото. Интересно е да се отбележи, че по-голямата част от основателите на психоаналитичното общество в Израел са руски евреи. Влиянието на този факт се потвърждава от Хербърт Уил. Към юли 1975 обществото наброява 30 пълни члена и 11 асоциирани членове.

## Президенти
- Макс Айтингон 1933-1943
- Моше Вулф 1943-1953
- Ерих Гумбел 1953-1957
- Рафаел Мойсей 1975-1977
- Ерих Гумбел 1977-1978